# Cosmocercinae
Die Cosmocercinae sind eine Unterfamilie der Spulwürmer mit etwa 230 Arten. Es sind größtenteils Parasiten bei Amphibien, selten bei Reptilien.

## Merkmale
Der Aufbau der Geschlechtsorgane ist ohne Besonderheiten gegenüber dem eines typischen Fadenwurms, auch der Schwanz der Weibchen hat keine Modifikationen. Die Vulva liegt stets hinter dem Ösophagus. Die Eier sind ohne Filamente.

## Systematik
Die Unterfamilie weist nur eine Tribus (Cosmocercini) und diese wiederum nur eine Subtribus (Cosmocercinii) auf und enthält 21 rezente Gattungen:
- Aplectana Railliet & Henry, 1916
- Blanusia Zapatero, Castano, Fernandez, Lopez, Martinez & Martin Rueda, 1991
- Cosmocerca Diesing, 1861
- Cosmocercella Steiner, 1924
- Cosmocercoides Wilkie, 1930
- Dentinema Moravec, Chara & Shinn, 2004
- Ibrahimia Khalil, 1932
- Maracaya Diaz-Ungria, 1964
- Nemhelix Morand & Petter, 1986
- Neocosmocercella Baker & Vaucher, 1983
- Neoprotozoophaga Biswas & Chakravarty, 1963
- Neosomatiana Anwar-ul-Islam, Farooq & Khanum, 1979
- Neoxysomatium Ballesteros-Marquez, 1945
- Oxysomatium Railliet & Henry, 1916
- Paradollfusnema Baker, 1982
- Paraleptonema Wang, 1980
- Paraplesiohedruris Bursey, Goldberg & Kraus, 2012
- Parasomatium Anwar ul-Islam, Farooq & Khanum, 1979
- Pseudaplectana Yamaguti, 1961
- Raillietnema Travassos, 1927
- Schrankiana Strand, 1942

Palaeocosmocerca (Poinar, 2011) ist eine Sammelgattung für fossile Cosmocercinae.